# برستووو (نووی پازار)
برستووو (به صربی: Brestovo) یک روستا در صربستان است که در نووی پازار واقع شده‌است.